# Morris Marina
Morris Marina — невеликий сімейний автомобіль із переднім двигуном і заднім приводом, який виготовлявся підрозділом Austin-Morris у британському Лейленді з 1971 по 1980 рік. Він замінив Morris Minor у лінійці продуктів Morris, який вперше був побудований у 1948 році. Marina також продавалася на деяких ринках як Austin Marina, Leyland Marina та Morris 1700.

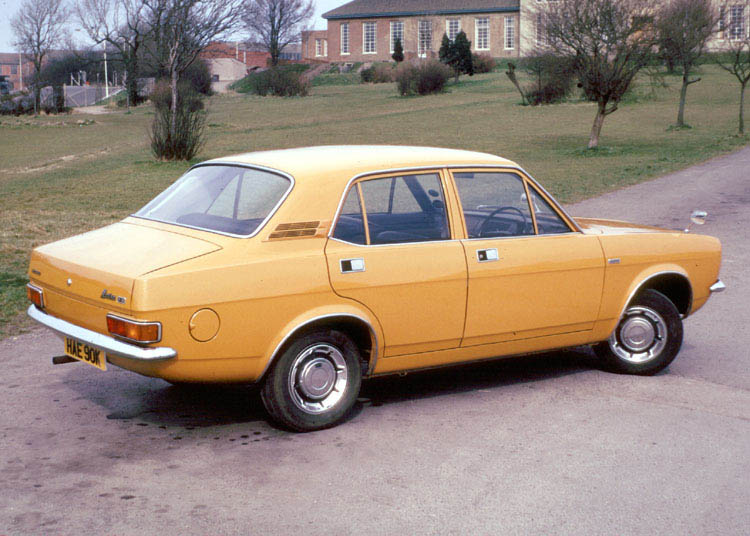

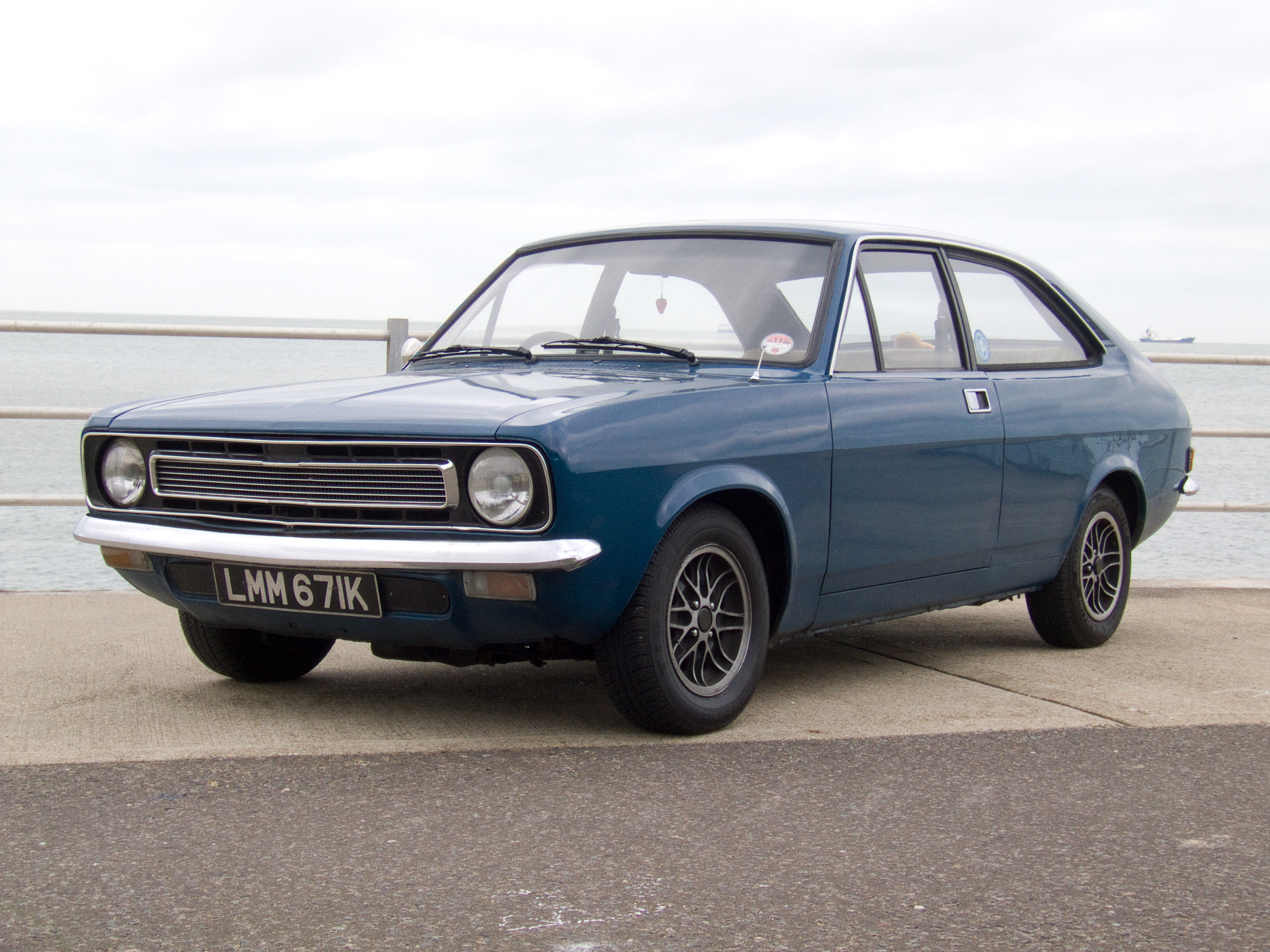
Morris Marina Coupe

Він був популярним автомобілем у Великій Британії протягом усього терміну його виробництва, обійшовши свого головного конкурента, Ford Escort, і посів друге місце в продажах автомобілів у Великій Британії в 1973 році та посідаючи третє або четверте місце (позаду Escort) в інші роки. Автомобіль експортувався по всьому світу, включаючи Північну Америку, і збирався в Австралії, Новій Зеландії, Південній Африці та Малайзії. Всього було побудовано 1 163 116 авто.

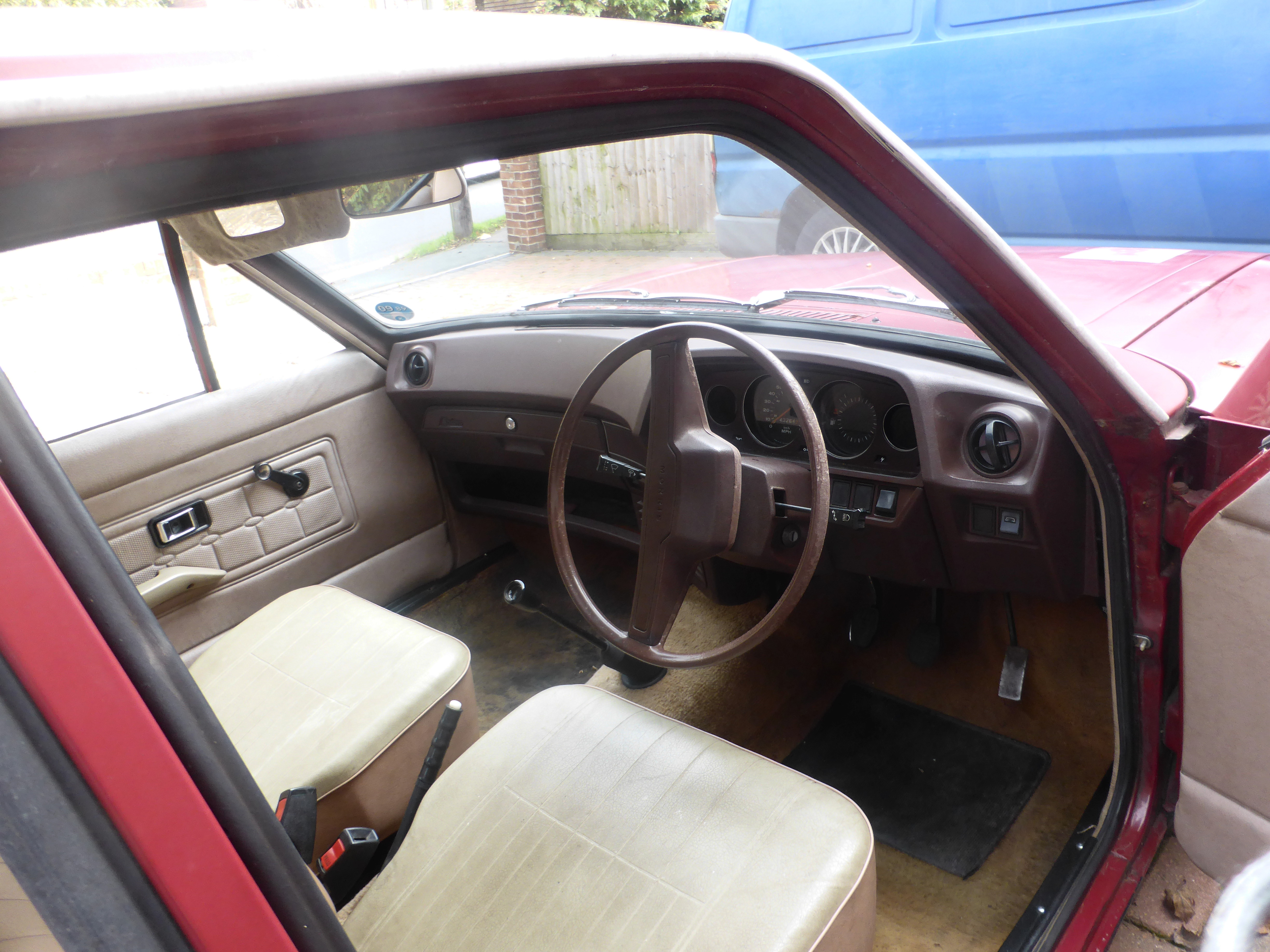

Заміна, Ital, був тим самим автомобілем лише з легкими змінами стилю. Він був повністю замінений на Austin Maestro лише в 1983 році.
British Leyland продавав Marina разом із Austin Maxi 1969 року, який поділяв той самий сегмент ринку, але використовував передній привід і мав кузов хетчбек, і Austin Allegro 1973 року.

## Двигуни
- 1.3 L A-Series 57hp I4
- 1.5 L E-Series I4 (Австралія)
- 1.7 L O-Series I4 (1978–1980)
- 1.75 L E-Series I4 (Австралія)
- 1.8 L B-Series I4 (1971–1978)
- 2.6 L E-Series I6 (Австралія/Південна Африка)
- 1.5 L B-Series diesel I4